# Heddal
Heddal är en by i Notoddens kommun i Telemark fylke i södra Norge. Byn ligger vid Europaväg 134, cirka fem kilometer västerut från staden Notodden. Här finns Heddals stavkyrka.
Byn utgjorde tidigare centralort i dåvarande Heddals kommun i Telemark fylke.